# An Epic Defiance
An Epic Defiance è il primo album in studio del gruppo musicale Detonation, pubblicato nel 2002.

## Tracce
1. "The Dawning (intro)" − 0:40
2. "An Epic Defiance" − 3:28
3. "The Prophecy Unfolds" − 3:45
4. "Sword-Carved Skin" − 5:56
5. "Forever Buried Pain" − 3:41
6. "Crawling Through Vile" − 3:41
7. "The Collision of Despair" − 5:31
8. "Deserving Death" − 3:14
9. "Voices Beyond Reason" − 4:34
10. "Lost Euphoria Part II (strumentale)" − 2:17
11. "The Last of My Commands" − 4:08
12. "Starve" − 5:00

## Formazione
- Koen Romeijn - voce, chitarra
- Mike Ferguson - chitarra
- Otto Schimmelpenninck - basso
- Thomas Kalksma - batteria